# Hei Ma
Hei Ma (chinesisch 黑马, * 1960 in Baoding in der Provinz Hebei im Norden der Volksrepublik China) ist ein chinesischer Autor. Hei Ma ist das Pseudonym des bekannten chinesischen Autors und Journalisten Bi Bingbin (毕冰宾).
1984 schloss er sein Anglistikstudium an der Pädagogischen Hochschule in Fujian ab. Nach dem Studium wurde er einem Verlag in Peking als Redakteur und Übersetzer zugeteilt. Seine Erfahrungen und Erlebnisse in dieser Zeit inspirierten ihn zu dem 1992 veröffentlichten Roman Verloren in Peking, der 1996 auf Deutsch erschien und 2010 in die Bibliothek der Metropolen, eine Reihe der Süddeutschen Zeitung, aufgenommen wurde. 1988 verbrachte Hei Ma als Gastwissenschaftler einen Monat in München.
Heute arbeitet Hei Ma als Produzent beim englischsprachigen Kanal des chinesischen Fernsehsenders China Central Television.

## Werke
- Verloren in Peking, 1992 (1996 auf Deutsch erschienen)
- Das Klassentreffen oder Tausend Meilen Mühsal, 1999 auf Deutsch erschienen